# Гълф (окръг, Флорида)
Окръг Гълф (на английски: Gulf County) е окръг в щата Флорида, Съединени американски щати. Площта му е 1930 km², а населението - 13 332 души (2000). Административен център е град Порт Сейнт Джо.